# 張忠一
張 忠一（ちょう ただかず、1881年7月3日 - 没年不詳）は、日本の鉄道技術者。

## 経歴
山口県士族張至誠の長男として生まれる。1901年福岡県立中学修猷館を経て、1908年7月東京帝国大学工科大学応用化学科を卒業。
四日市製紙、富士製紙などに勤務した後、1912年鉄道院の技手となり、鉄道技師に進み、鉄道大臣官房研究所兼経理局第二課勤務を経て、1929年鉄道大臣官房研究所第一科長に就任。1935年5月退官する。